# Piotr Chelokhonov
Piotr Larionovitch Chelokhonov (en biélorusse : Пятро Ларывонавіч Шэлахонаў, Piatro Larivonavitch Chelakhonau ; en ukrainien : Петро Шелохонов, Petro Chelokhonov; en russe : Пётр Шелохонов) est un acteur et metteur en scène soviétique de nationalité biélorusse, né le 15 août 1929 en Pologne et mort le 15 septembre 1999 à Saint-Pétersbourg. Artiste émérite de Russie (1979).

## Biographie
Piotr Chelokhonov naît à Gaïdouki, dans la Pologne en 1929, d'un père vétérinaire. Pendant la Seconde Guerre mondiale, il a commencé à jouer à l'âge de 12 ans en 1942 après avoir été blessé au visage par des soldats allemands. Il imite les caricatures d'Hitler pour encourager ses camarades partisans à la résistance,.
Il est élève du cours d'art dramatique de la ville d'Irkoutsk en Sibérie.
En 1969, il est censuré par les autorités soviétiques et interdit de jouer des rôles principaux. Sa rencontre avec Kirill Lavrov et Sergueï Guerassimov en 1970 marque le lancement de sa carrière grâce à une pièce sur mesure, La Maîtrise du feu (Укрощение огня) (1972), qui lui assure la reconnaissance de la profession.
En 1979 il est nommé artiste émérite de Russie (Заслуженный артист РСФСР).
Son dernier rôle au théâtre est celui du berger Sam dans la pièce de Peter Ustinov, Photofinish, en 1989-1992 à Saint-Pétersbourg.

### Jeunesse
Sa famille est originaire d'Ukraine, des pays baltes et de Pologne. Son grand-père, Tito Chelokhonovitch, était fermier. Son père, Larion Titovitch, était un vétérinaire spécialisé dans l'élevage de chevaux. Il lui a enseigné la médecine vétérinaire. Depuis ses premières années, Piotr monte à cheval, sait comment soigner les chevaux et étudie la biologie en examinant au microscope des tissus et des organes d'animaux.
De 1939 à 1941, la voïvodie de Wilno, en Pologne, est occupée par l'Union soviétique. Il a 11 ans, en juin 1941, quand l'Allemagne envahit la Biélorussie, Union soviétique.
Il s'échappe après les bombardements, sa mère est déportée en camp de concentration où elle mourra. Piotr Chelokhonov, qui a été blessé au visage, ne reverra son père qu'à la fin de la guerre.

### Occupation
De 1939 à 1941, la voïvodie de Wilno, Pologne est occupée par l'Union soviétique. De 1941 à 1944, la Biélorussie est occupée par l'Allemagne. En juin 1941, le pays est bombardé. Pensant ses parents morts dans les décombres, Piotr fuit dans la forêt. Il est capturé par la police allemande, mais il réussit à s'échapper. Il lui restera de ses blessures une profonde cicatrice au front.
Piotr survit à l'hiver rigoureux de 1941-1942, notamment en creusant un trou dans le sol sans manger ni boire pendant plusieurs jours, se cachant des patrouilles de police. Une vache blessée au pis plein de lait lui permet de survivre ; la vache morte, il se nourrit de baies sauvages et de pommes, ainsi que de poissons du fleuve, morts ou blessés par les mines allemandes et les grenades.
Il rejoint ensuite les résistants biélorusses, avec qui il passe les années 1941 à 1944.

### Débuts au théâtre
Son talent d'acteur se révèle en 1942, alors qu'il est dans la résistance. Il fait des imitations d'Adolf Hitler et des nazis.
En 1944, à 15 ans, il construit lui-même un théâtre de marionnettes. Il écrit un spectacle qu'il appelle Chaperon rouge, Piotr et le loup dans la guerre. Il manipule quatre poupées simultanément et parle à quatre voix en s'accompagnant d'un accordéon pris à un Allemand capturé. Il erre entre l'Ukraine et la Biélorussie, tout en travaillant pour se nourrir. Il perfectionne ses expressions faciales, ses gestes et sa voix. En 1944, la ville de Tchernigov libérée lui offre sa première paie, qui se compose d'une miche de pain, d'un morceau de lard et d'un verre de vodka. La même année, Piotr parcourt l'Ukraine à pied et en auto-stop. Il donne des représentations en langue russe et ukrainienne. Il survit de façon autonome.

### Études musicales
En 1945, Piotr est admis à l'École de musique du Conservatoire de Kiev, en cours de piano. Mais il rêve de devenir artiste et de monter sur scène à Léningrad qu'il rejoint en 1946 pour poursuivre sa formation et trouver du travail sur scène. Il y découvre le jazz. Ses idoles sont Glenn Miller, Frank Sinatra, Louis Armstrong et Ella Fitzgerald. La musique l'aide à soulager la douleur et les souffrances de la guerre. En 1946, la persécution des intellectuels commence : certains éditeurs, magazines et théâtres sont fermés.
En 1949, Piotr Chelokhonov est emprisonné par les autorités soviétiques et forcé de travailler pendant plusieurs mois sur les terrains de la construction du Stade Kirov à Léningrad, jusqu'à ce qu'il soit enrôlé dans la marine soviétique.

### Service militaire et début de carrière
De 1949 à 1954, Piotr Chelokhonov effectue son service militaire dans la flotte de la Baltique. Bien que la guerre soit terminée, il a été contraint à la conscription dans la marine pendant cinq ans sous la dictature de Staline. Il est puni pour ses blagues et son humour politique. Il est détenu dix jours au poste de garde. Il sert pendant cinq ans sur les embarcations mettant en place un écran de fumée dans les villes de Baltiisk et Klaipėda, et puis il devient contremaître des études dans la ville de Liepaja.
En parallèle, il travaille comme acteur de théâtre de la Flotte de la Baltique. Il participe à des spectacles dans les théâtres des villes le long de la Baltique et de Léningrad. En 1952, il obtient le diplôme du Conseil suprême de la RSS de Lettonie pour ses activités théâtrales.

### En Sibérie
Dans les années 1950, Chelokhonov vit en Sibérie. En 1960, il est diplômé de l'école d'art dramatique. Lors de la prestation de fin d'année des étudiants, il joue le rôle d'Hamlet. Il devient rapidement l’acteur principal de la troupe de théâtre d'Irkoutsk.

### Théâtre Tchekhov
Chelokhonov met en scène des pièces d'auteurs contemporains. Il agit davantage comme producteur que comme acteur au théâtre Tchekhov à Taganrog. Il joue dans des pièces de Tchekhov: Oncle Vania, La Cerisaie, La Mouette, Les Trois Sœurs, Platonov. Il joue aussi dans les pièces d'auteurs modernes, tels que Sixième juillet de Mikhaïl Chatrov, 104 pages sur l'amour d'Edvard Radzinsky, etc. Il interprète le premier rôle dans Ivanov de Tchekhov, dont le succès est relaté dans la revue Théâtre (no 8 pour 1965).
En 1967, Piotr Chelokhonov met en scène Platonov, dans laquelle il joue un rôle majeur. La même année, il joue le rôle de Lénine dans la pièce En lisant Lénine. La production de Chelokhonov se fait durement critiquer par le Comité du Parti communiste pour 'interprétation erronée' de l'image de Lénine.

### Débuts au cinéma
En 1967, le studio de cinéma Ekran de Télévision centrale soviétique invite Piotr Chelokhonov à jouer le rôle principal dans le téléfilm Des pas dans le soleil. Le film a été diffusé sur la Télévision centrale de l'URSS. Par la suite, l'acteur jouera dans plusieurs téléfilms.
À la fin des années 1960, Piotr Chelokhonov vit et travaille dans divers théâtres à Léningrad. Parmi ses œuvres théâtrales, il connut un succès particulier avec le rôle de directeur principal dans Le Nid du tétras de Viktor Sergueïevitch Rozov (1976), Thèmes et Variations sur la pièce de Samouil Aliochine. Il a joué le rôle du prince Romanov-Zakharine, le premier tsar de la dynastie des Romanov, dans la trilogie d'Alexis Tolstoï consacrée aux tsars russes.
Durant la même période, il travaille pour le studio Lenfilm de Léningrad et apparaît dans 40 films et téléfilms. Il se révèle en tant qu’acteur de cinéma. Il joue différents rôles tels que l’espion Sotnikov (L'Ennemi caché, 1968), le compositeur russe Mikhaïl Glinka (Franz Liszt, 1970), le cosaque sibérien Severian Oulybine (Dauria, 1971), le commissaire militaire (Le Chemin tellement long, 1972), le directeur d’usine Sergueï Peressada, un survivant des confrontations idéologiques et politiques dans la guerre froide (Représailles, 1974), le révolutionnaire Dorogomilov (série télévisée La Première Joie et Pas d'été ordinaire, 1977-79), etc.
Dans le film Ennemi caché (1968), Piotr Chelokhonov joue un espion qui tente de s'infiltrer dans les rangs soviétiques en dérobant un uniforme soviétique. La sortie du film coïncide avec l'attaque réelle sur le dirigeant soviétique Léonid Brejnev par un homme armé, qui a dérobé un uniforme soviétique du Kremlin. Le chef de la police Nikolaï Chtchelokov écrit une lettre au Parti communiste soviétique exigeant que ce film « anti-soviétique » soit banni. Immédiatement, le film est interdit. Le film est ensuite modifié et refait surface en 1969, désormais intitulé Razviazka (1969). L'espion, joué à nouveau par Piotr Chelokhonov, est vêtu d'une chemise blanche au lieu d'un uniforme soviétique. Ces changements sont ordonnés par le KGB.
Sa rencontre avec Kirill Lavrov en 1970 sur un tournage marque le véritable lancement de sa carrière.
Le film Dompter le feu (Укрощение огня), traitant du programme spatial de l'URSS, est tourné entre 1970 et 1971, respectivement au cosmodrome de Baïkonour, dans la Cité des cosmonautes, et au Kremlin. Les acteurs ont joué sous de faux noms. Le nom du fondateur du programme spatial, Korolev, est changé pour Bachkirtsev.
Dans ce film en deux parties, Piotr Chelokhonov joue le rôle du concepteur de missiles Kareline. Avant le tournage, le réalisateur principal de ce film, Sergueï Guerassimov, recommande Piotr Chelokhonov pour jouer le rôle principal. Toutefois, le Comité central du Parti donne le rôle central à Kirill Lavrov. Avec Piotr Chelokhonov, ils jouent quelques scènes communes.
Par la suite, le réalisateur et l’acteur du Théâtre Lensoviet à Léningrad, Igor Vladimirov, invite Piotr Chelokhonov dans leur troupe.
Grâce à ces activités, il partagera l'écran avec des étoiles du cinéma soviétique, comme Pavel Louspekaïev, Kirill Lavrov, Mikhaïl Boïarski, Elena Solovei, Alissa Freindlich, Natalia Fateïeva, Vitali Solomine, Vassili Choukchine, etc.
En 1979, il est nommé artiste émérite de Russie SFSR (Заслуженный артист РСФСР).

### Saint-Pétersbourg

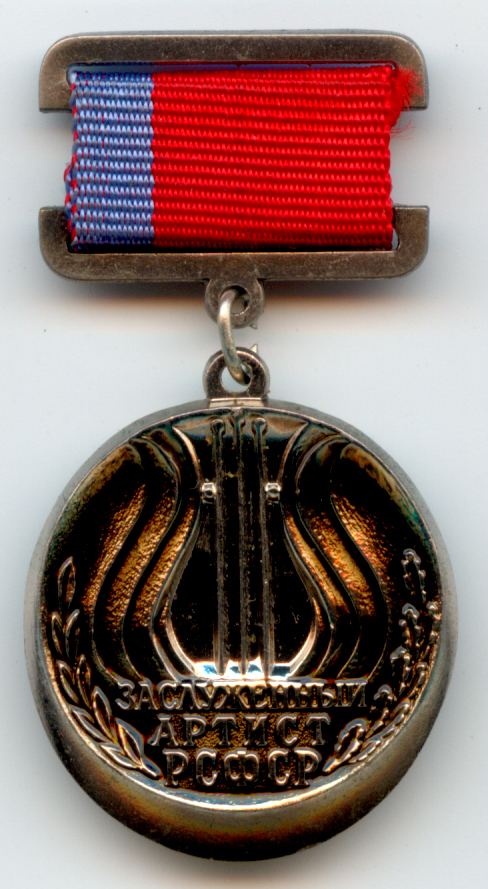
Petr Chelokhonov - Artiste émérite de Russie.

En 1989-1990, Peter Ustinov, célèbre réalisateur, acteur et écrivain, met en scène au Théâtre Lensoviet sa pièce Photo-finish. À la mémoire de cet ouvrage, Peter Ustinov a donné à Piotr une photo avec une inscription amicale : « À Pierre le Grand de Peter Ustinov ».
Piotr Chelokhonov devient metteur en scène de la pièce Isabella (1993) d'après Fragments of Isabella: A Memoir of Auschwitz d'Isabella Leitner, Irving A. Leitner (éditeur). Il essaie d’y exprimer sa douleur liée à la guerre. La pièce parle du sauvetage des prisonniers des camps de la mort d'Auschwitz. Piotr Chelokhonov en propose une interprétation théâtrale originale. Son revers créatif de l'holocauste a fait une si forte impression que les gens dans le public pleuraient en larmes, parce que dans le public il y avait Isabella elle-même avec quelques autres survivants et leurs proches et ils ont revécu avec émotion la tragédie de l'Holocauste pendant le spectacle puissant. À la première représentation, Irwin Leitner, l'éditeur arrivé de New York, est dans la salle. La pièce est une métaphore de l'immortalité. Tous les prisonniers du camp, morts dans le four, sortent vivant et descendent dans la salle. Ils rejoignent les vivants. La pièce est accompagnée par la musique du Requiem de Mozart.
En 1996-1997, le studio hollywoodien Warner Brothers, en liaison avec la compagnie Icon Film, propriété de Mel Gibson, produit le film Anna Karénine, adapté du roman de Léon Tolstoï. L’équipe de tournage travaille dans le palais, les musées et les parcs de Saint-Pétersbourg, compatibles avec la façade historique et les costumes du XIXe siècle. La directrice de casting Marion Dougherty qui a travaillé avec Mel Gibson et Sophie Marceau dans des productions cinématographiques telles que Braveheart et d'autres a vu le travail de Chelokhonov. Elle le présente au producteur de film qui approuve immédiatement l'acteur pour le rôle du Kapitonitch, le majordome de Karénine. Chelokhonov devient un partenaire de stars du cinéma moderne comme Sophie Marceau, Sean Bean, James Fox, Danny Huston, Mia Kirshner, et d'autres.

## Honneurs
- 1952 : Certificat d'honneur du gouvernement letton "Pour contribution au développement du théâtre"
- 1979 : Artiste émérite de Russie (Заслуженный артист РСФСР).
- 1989 : Médaille au vétéran du travail d'URSS (Медаль «Ветеран труда»).
- 2009 : Pour le 80e anniversaire et à la mémoire de l'acteur, ce livre a été publié en Russie - Ivan I. Krasko et collaborateurs « Mon ami Piotr Chelokhonov », maison d'édition SOLO, Saint-Pétersbourg, 2009,  (ISBN 978-5-904666-09-5)

## Filmographie

### Télévision
- 1967 : Quelques pas dans le soleil (Шаги в солнце) : soldat inconnu.
- 1968 : Les Trois ans (Три года) - Alexeï Laptev
- 1970 : Ici le crépuscule du matin est doux (А зори здесь тихие TB) - le sergent Vaskov
- 1970 : Loin de Moscou (téléfilm) (Далеко от Москвы TB) – Batmanov
- 1971 : La Poeme Pedagogique - le professeur
- 1974 : Amra - Khazarman
- 1975 : Troilus et Cressida - Agamemnon
- 1975 : Le Major de musique - officier
- 1976 : Vitali Bianki (Виталий Бианки) – présentateur et narrateur
- 1977 : Kamychi - le détective
- 1978 : Vnoutrenneïe soderjanie - acteur
- 1985 : Rassledouet Brigada Bychkova - l'officier enquêteur Kremnev

### Cinéma

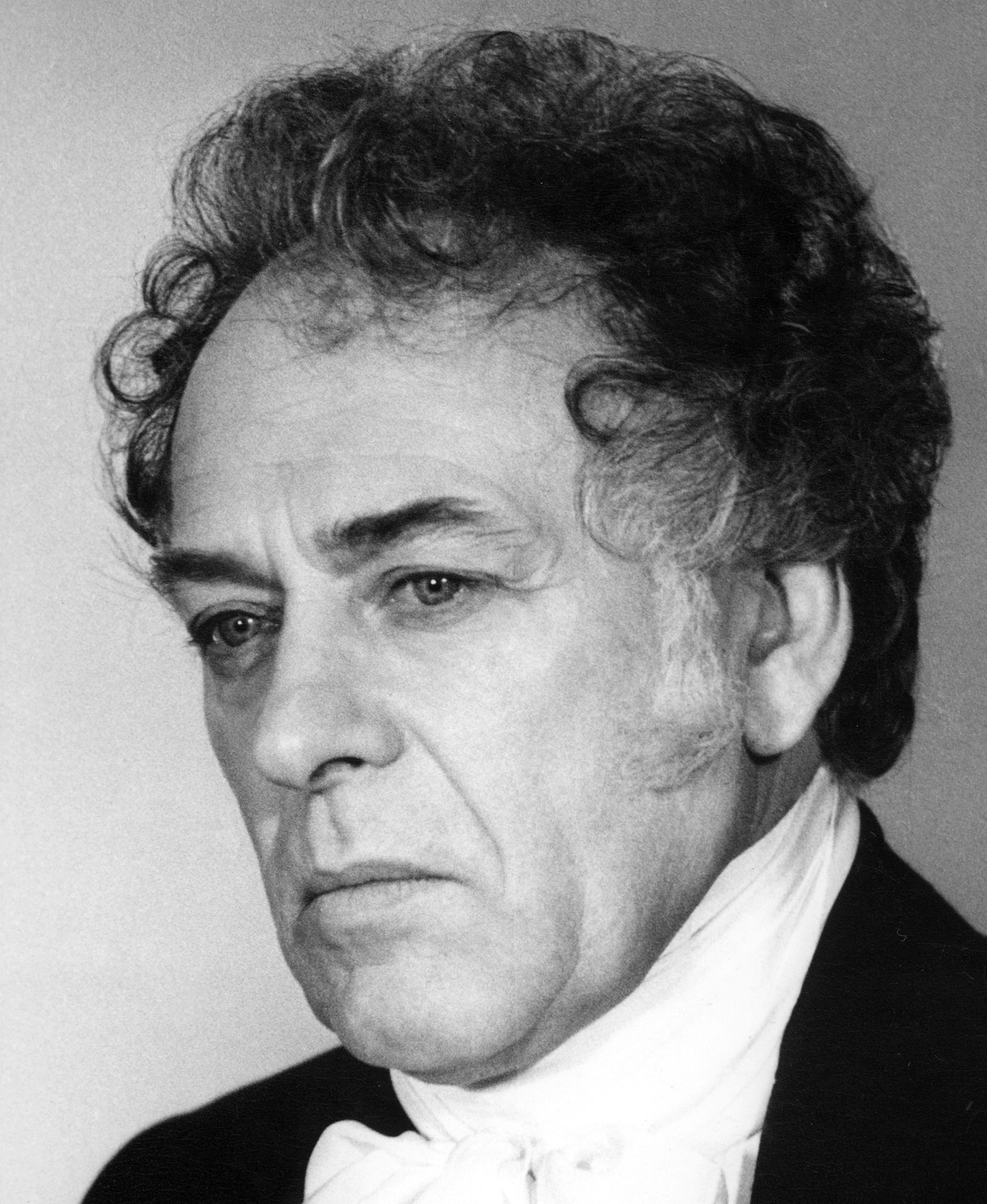
Petr Shelokhonov jouant le comte Vielgorsky dans Franz Liszt (TV hongroise, 1982)

- 1967 : Quelques pas dans le soleil (Шаги в солнце) : Soldat inconnu.
- 1968 : Les Trois ans (Три года) - Alexeï Laptev
- 1968 : Ennemi caché  (Скрытый враг) - l'agent soviétique
- 1969 : Le Dénouement (Развязка) de Nikolaï Rozantsev - l'espion Vladimir Sotnikov
- 1969 : Roquer (Рокировка в длинную сторону) – le savant
- 1970 : Franz Liszt, les rêves d'amour (en) (Ференц Лист) de Márton Keleti : Mikhaïl Glinka
- 1970 : Lioubov Yarovaïa (Любовь Яровая) - le commissaire Mazoukhine
- 1971 : La nuit sur le 14e parallèle (Ночь на 14-й паралели) – l'éditeur
- 1971 : Dauria (Даурия) de Viktor Tregoubovitch : Severian Oulybine
- 1971 : Vous voulez rire ? (Шутите?) – le patron
- 1971 : Fait-il chaud ou fait-il froid (Холодно - горячо) – l'écrivain Anton Podorojny
- 1972 : La route qui était tellement longue (Такая длинная, длинная дорога) - le commissaire militaire
- 1972 : Dompter le feu (Укрощение огня) - Michaele Kareline, savant
- 1973 : Grand maître (Гроссмейстер) de Sergueï Mikaelian : Fedor Matveïevitch, le beau-père
- 1973 : L’Identification (Опознание) – le colonel
- 1974 : La Mesure réciproque (Ответная мера) – Sergueï Ivanovitch Peressada
- 1976 : La Confiance (Доверие) – Petrovsky
- 1976 : Cela me touche pas (Меня это не касается) – le détective Pankatov
- 1977 : Les Premières joies (Первые радости) – Dorogomilov
- 1978 : Trois jours pluvieux (Три ненастных дня) - le détective
- 1978 : L’instant décide tout (Всë решает мгновение) – Matveïev, directeur sportif
- 1978 : Retour à la case départ (Возвращение на круги своя) – le professeur - psychiatre de Saint-Pétersbourg
- 1979 : Un été extraordinaire (Необыкновенное лето) – Dorogomilov
- 1979 : Le Voyage dans une autre ville (Путешествие в другой город) – le directeur
- 1980 : La Vie et avantures de trois amis. Première partie (Жизнь и приключения четырех друзей - 1) – le garde champêtre
- 1981 : Les Rendez-vous en retard (Поздние свидания) - le père de Lena
- 1981 : La Vie et aventures de trois amis. Deuxième partie (Жизнь и приключения четырех друзей 2) – le garde champêtre
- 1981 : La Vérité de lieutenant Klimov (Правда лейтенанта Климова) – le batelier Tchervonenko
- 1981 : Le 20 décembre (Двадцатое декабря (фильм)) – Zaroudny
- 1981 : La Fille et un Chevalier (Девушка и Гранд) – le directeur sportif
- 1981 : Le Syndicat 2 (Синдикат 2) – Fomitchev
- 1982 : Les Douanes (Таможня) – le chef des douanes
- 1982 : L'Année du soleil actif (Год активного солнца) – le proviseur
- 1982 : Liszt Ferenc (Ференц Лист ТВ) – le comte Vielgorsky
- 1982 : La Voix (Голос) – Leonide Maveïevitch, directeur de production
- 1983 : La Grande Ligne (Магистраль (фильм)) – Gadalov
- 1983 : Le Lieu de l’action (Место действия) - le maire Ryabov
- 1984 : Le Testament du professeur Dowel (Завещание профессора Доуэля) - l'entrepreneur
- 1984 : Deux versions d'une collision (Две версии одного столкновения) - Le diplomate Gordine
- 1985 : Sofia Kovalevskaïa (Софья Ковалевская) - l'académicien Ivan Setchenov
- 1985 : Les Adversaires (Соперницы) - Semenitch
- 1985 : Le contrat du siècle (Контракт века) - le ministre
- 1986 : La Dernière Route (Последняя дорога) - Stefanovitch
- 1986 : L'Express « Flèche rouge » (Красная стрела) - Ioussov
- 1987 : Le Milieu d’habitation (Среда обитания) - le détective
- 1987 : L’Homme qui a de la chance (Везучий человек) - le cadre
- 1987 : Ile Moonsund (Моонзунд) - Andreïev, capitaine de vaisseau
- 1988 : Le Pain, c’est le substantif (Хлеб - имя существительное) : Akim Akimytch
- 1991 : Moï loutchchi droug gueneral Vassili, syne Iossifa (Мой лучший друг генерал Василий, сын Иосифа, littéralement Mon meilleur ami, le général Vassili, fils de Joseph) de Victor Sadovski : le colonel Savinytch
- 1992 : Richard II - Lord Marshal
- 1997 : Anna Karenine de Bernard Rose : Kapitonitch

### Théâtre
- 1959 : Hamlet (Гамлет) par William Shakespeare - Hamlet
- 1960 : Une histoire d'Irkoutsk (Иркутская история) d'Alexeï Arbouzov - Victor
- 1960 : Le Poème du pain (Поэма o Хлебе) - Senia
- 1961 : L’Emprunt aux Nibelungen (Кредит у Нибелунгов) - Mister Klein
- 1961 : Le Garçon d’or (Золотой мальчик) - Joe Bonaparte
- 1962 : La Nuit de l’éclipse de Lune (В ночь лунного затмения) - le derviche Divana
- 1962 : L’Océan (Океан) - Chassovnikov, Platonov
- 1963 : Le Train blindé 14-69 (Бронепоезд 14—69) de Vsevolod Ivanov - Waska Pepel
- 1963 : Les Bas-fonds (На дне) - Satine
- 1964 : Oncle Vania (Дядя Ваня) - Vania
- 1965 : Ivanov (Иванов) - Ivanov
- 1966 : La Mouette (Чайка) - Trépliev
- 1967 : Les Trois Sœurs (Три сестры) - Tuzenbach
- 1968 : Platonov - Platonov
- 1970 : Ici le crépuscule du matin est doux (А зори здесь тихие) - le sergent Vaskov
- 1971 : Loin de Moscou (Далеко от Москвы) - Batmanov
- 1975 : La Mort d'Ivan le Terrible (Смерть Иоанна Грозного) - Nikita Zakharine
- 1976 : Le Tsar Fédor Ivanovitch (Царь Фёдор Иоаннович) - l'archevêque Job
- 1977 : Le Tsar Boris (Царь Борис) d'Alexis Tolstoï - le prince Galitzine
- 1978 : Le Nid de tétras (Гнездо глухаря) - Soudakov
- 1981 : Les Variations (Тема с вариациями) - Dmitri Nikolaïevitch
- 1988 : La Terre promise par William Somerset Maugham - Clement Winn
- 1991 : Photo-finish (Фотофиниш) - Sam
- 1993 : Les Antiquités par Anneli Pukema (fi) (Антиквариат) - Johansson[11]
- 1994 : Nu-pieds à travers le parc (Босиком по парку) - Victor Velasco
- 1997 : Passager (Пассажирка) - un passager

### Metteur en scène
- 1963 : Les amis et les années (sur la pièce de L. Zorine)
- 1964 : La Sainte Nitouche (sur la pièce de A. Chavrine)
- 1965 : Le shadowboxing (d'après B. Tour)
- 1965 : Ivanov (sur la pièce de Tchekhov)
- 1966 : Platonov (sur la pièce de Tchekhov)
- 1966 : L’Obélisque (sur la pièce d'A. Mamline)
- 1967 : Lecture de Lénine (sur la pièce d'Irving Leitner)
- 1967 : Les filles de la rue de l'Espérance (sur la pièce d'A. Mamline)
- 1993 : Isabelle (sur une pièce d'Irving Leitner)